# Itamarati
Itamarati är en kommun i Brasilien.   Den ligger i delstaten Amazonas, i den västra delen av landet, 2 400 km väster om huvudstaden Brasília. Antalet invånare är 8 040.
I omgivningarna runt Itamarati växer i huvudsak städsegrön lövskog. Trakten runt Itamarati är nära nog obefolkad, med mindre än två invånare per kvadratkilometer.